# Hämeenmaa (kanonbåt, 1917)
Hämeenmaa var en finländsk kanonbåt, byggd 1917, som tjänstgjorde under det andra världskriget. Fartyget gick tidigare under namnet Wulf i tysk tjänst och Pingvin i rysk tjänst. Fartyget byggdes i Helsingfors för tsar-rysk räkning. I slutet av år 1920 gav Tyskland tillbaka fartyget, tillsammans med systerfartyget, till Finland.
Fartyget kunde ta 70 ton kol.
Efter kriget fungerade fartyget som trålare i Östersjön, men skrotades år 1953.

## Fartyg av klassen

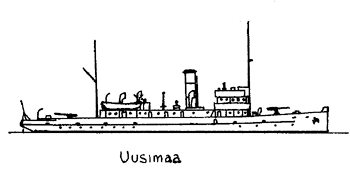
Systerfartyget Uusimaa

Ryssland
- - Korshun (Pioner), byggd 1916
  - Kobtchnik, byggd 1916

 Finland
- - Uusimaa, byggd 1917
  - Hämeenmaa, byggd 1917

 Chile
- - Colocolo, byggd 1919
  - Leucoton, byggd 1919
  - Elicura, byggd 1919
  - Orompello, byggd 1919